# 藍花

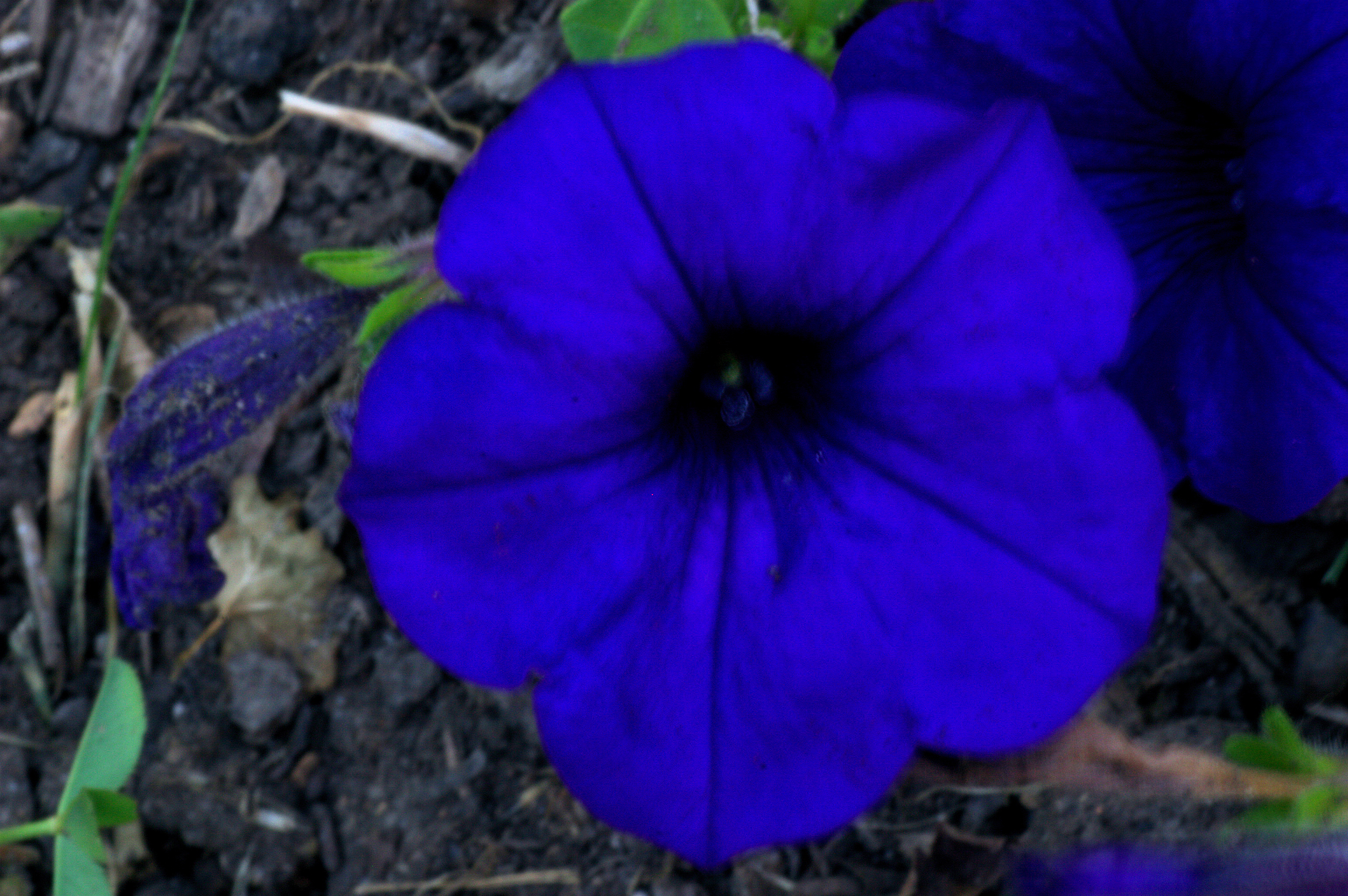
藍花

藍花，是浪漫主義的一個重要的象徵。代表了心靈渴望的一切的無限之物、愛，以及近在咫尺卻又遙不可及的追求等。
「藍花」一詞最先是18世紀德國詩人諾瓦利斯使用，他在其未完成的詩劇《海因利·封·歐福特丁根》中描寫故事主人公海因利·封·歐福特丁根夢見一朵美麗的藍花，從此一直念念不忘而四處尋覓。「他眼裏只有藍花，他久久凝視著它，心中充滿難以言喻的柔情。」這裏「藍花」的神秘象徵，一般認為是指心中的根源所在，苦苦尋覓卻又難以捉摸。
之後，「藍花」逐漸成為浪漫主義文學中常用的一種表現方式。歌德、阿德爾伯特·馮·夏米索等著名作家都曾專門創作有關藍花的作品。英國女小說家佩內洛普·菲茨傑拉德還曾創作歷史小說《藍花》描述諾瓦利斯青年時的愛情悲劇。日本漫畫家志村貴子的漫畫作品《藍花》的名字也是源於此。
一般開著藍色花瓣如矢车菊、菊苣、琉璃苣等都被稱為「藍花」。